# Blanca Oteyza
Blanca García de Oteyza est une actrice espagnole de cinéma et de télévision, née le 14 mai 1965 à Madrid.
Elle était mariée à l'acteur argentin Miguel Ángel Solá (en), avec qui elle a eu deux enfants : María et Cayetana. Le couple a joué dans le film Octavia (es) de Basilio Martín Patino en 2002.

## Filmographie

### Cinéma
- 1993 : El camino de los sueños de Javier Torre
- 1996 : El cóndor de oro de Enrique Muzio
- 2001 : El amor y el espanto  de Juan Carlos Desanzo : Beatriz Viterbo
- 2002 : Octavia (en) de Basilio Martín Patino : Elsa
- 2004 : Le principe d'Archimède de Gerardo Herrero : Rocío
- 2004 : Tiovivo c. 1950 de José Luis Garci : Pola (en tant que Blanca Oteiza)
- 2013 : Autoréplica : Fanny

### Courts-métrages
- 1994 : Blanca
- 2002 : Terminal

### Télévision

#### Séries télévisées
- 1990 : Stress : Condesa (1991)
- 1991 : Stress Internacional
- 1992 : Luces y sombras
- 1992 : Tato de América
- 1993 : Cartas de amor en cassette : Sofía
- 1994 : Sin condena
- 1995 : La marca del deseo
- 1997 : Laberinto
- 2001-2002 : El comisario : Sofía
- 2002-2003 : Policías, en el corazón de la calle : Psicóloga
- 2005-2006 : A tortas con la vida : Yolanda
- 2007 : C.L.A. No somos ángeles : Mercedes Castro

## Source de la traduction
- (es) Cet article est partiellement ou en totalité issu de l’article de Wikipédia en espagnol intitulé « Blanca Oteyza » (voir la liste des auteurs).